# Lago di Carezza
Il lago di Carezza (Karersee in tedesco, Lech de Ciareja in ladino) è un piccolo lago alpino situato a 1534 mslm nell'alta Val d'Ega nel comune di Nova Levante, a circa 25 km da Bolzano in Alto Adige, incastonato tra fitti boschi di abeti, sotto le pendici del massiccio del Latemar, che si specchia nella sua acqua limpida.

## Descrizione

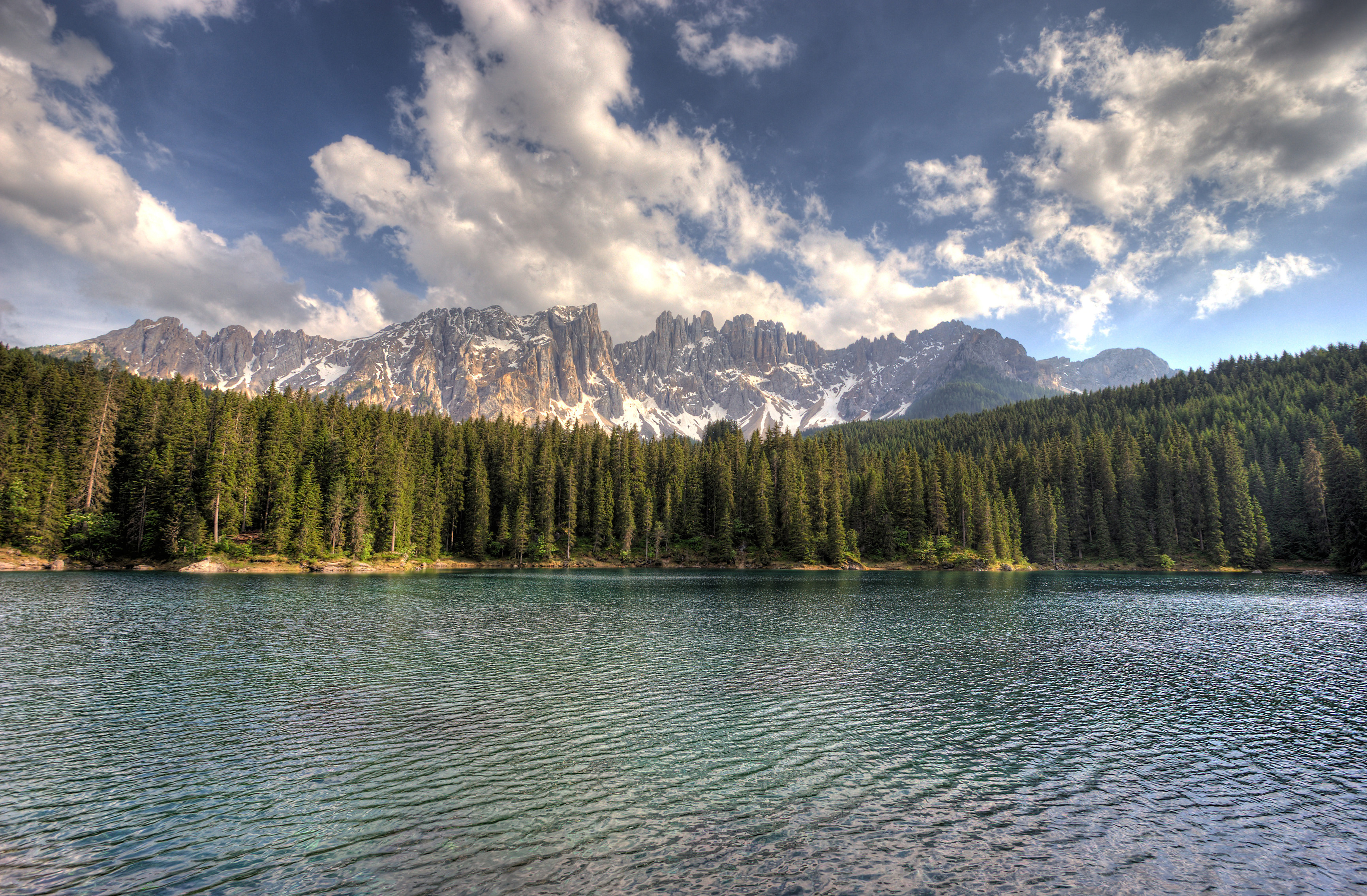
Il lago con sullo sfondo il Latemar

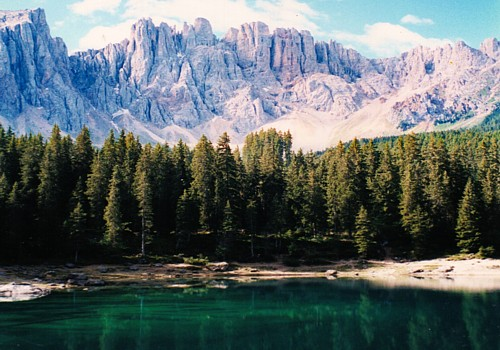
Veduta del lago

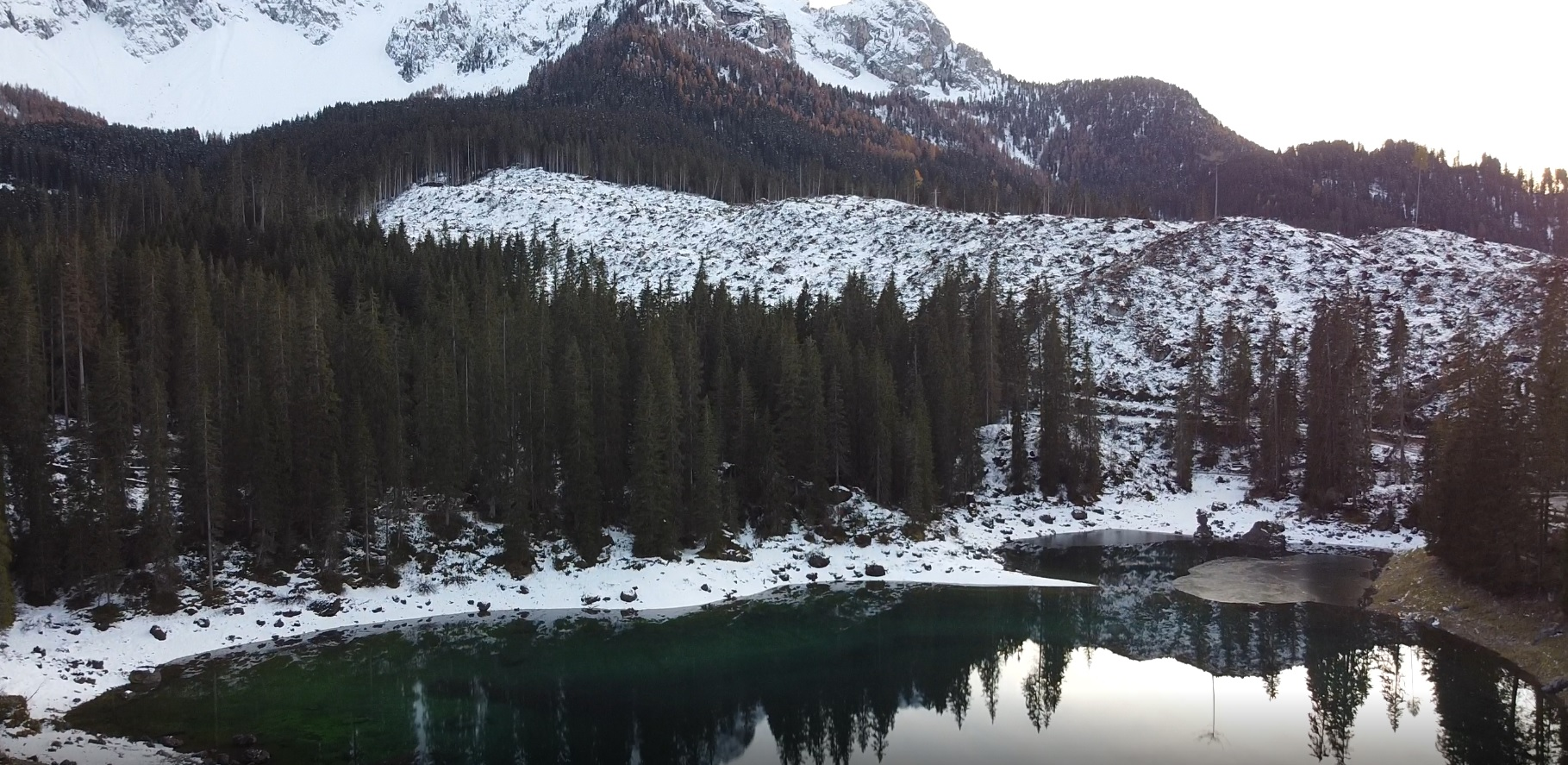
I boschi attorno al lago dopo la liberazione degli schianti causati dalla Tempesta Vaia - ottobre 2020

Secondo la Guida del Touring Club Italiano, il nome deriva dalle Caricaceae, famiglia di piante dalle larghe foglie lobate ("carezza" sarebbe l'adattamento italiano del termine locale che le indica). Il lago è noto per i suoi colori e per questo nella lingua ladina viene chiamato anche "Lec de Ergobando" (o "arcoboàn"), cioè "lago dell'arcobaleno".
È privo di immissari visibili ed è alimentato da sorgenti sotterranee. La sua estensione e profondità variano a seconda della stagione e delle condizioni meteorologiche: il livello più alto si raggiunge normalmente con lo scioglimento delle nevi, in tarda primavera, quando il lago arriva a 287 m di lunghezza e 137 m di larghezza, mentre il punto più profondo è a circa 17 m. L'acqua di supero scorre nel ruscello che sgorga a ovest del lago. Nei mesi successivi il livello cala, fino a raggiungere il valore più basso verso la fine di ottobre, con una profondità di soli 6 m. In inverno il lago di solito gela. La temperatura massima dell'acqua (13 °C) si registra ad agosto. 
Nelle acque del lago di Carezza vive il salmerino alpino. Nei boschi attorno è molto comune il picea abies, abete rosso dalle qualità di abete di risonanza usato nella costruzione di casse armoniche.
Originariamente il bacino faceva parte di un trittico di laghi, ma una frana staccatasi dallo Schenon nel 1800 ha praticamente cancellato il "Lago di Sopra" (ne rimane una pozza stagionale all'ingresso est del "Labirinto") e ridimensionato il "Lago di Mezzo", ancor oggi visibile, seppure la sua estensione vari notevolmente a seconda della stagione, data la sua poca profondità.
Il lago è una delle mete turistiche del Trentino-Alto Adige. È raggiungibile attraverso la strada statale della Val d'Ega (SS 241) che attraversa il passo di Costalunga, situato nelle immediate vicinanze, e porta a Vigo di Fassa, dove si collega con la strada statale 48 delle Dolomiti.
Il 30 ottobre 2018, durante la tempesta Vaia, la zona è stata colpita da raffiche di vento a oltre 120 km/h, che hanno abbattuto vaste aree dei boschi circostanti, mutando significativamente il paesaggio. Si stima che per tornare alla situazione precedente si possano impiegare decenni.

## La leggenda della ninfa Ondina

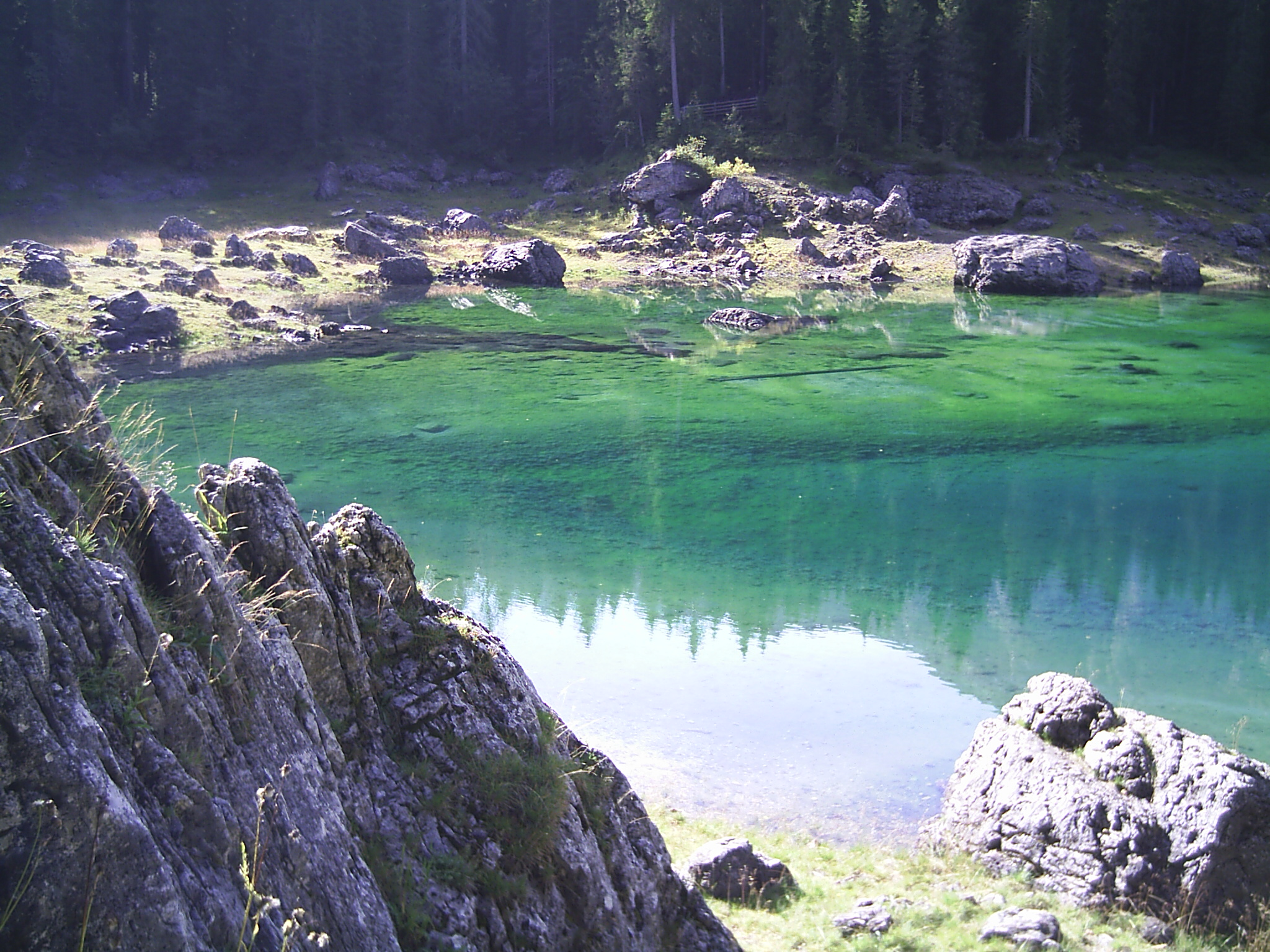
Veduta del lago dalla riva

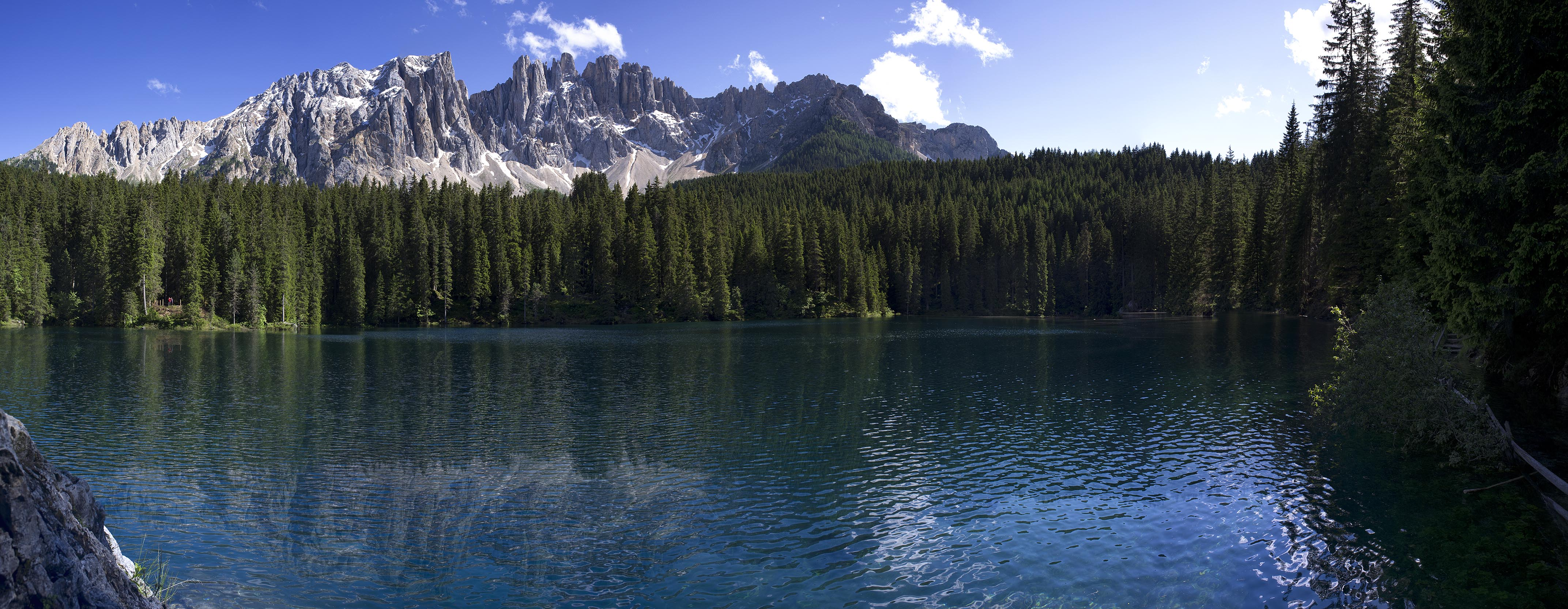
Panoramica del lago

Il particolare aspetto del lago ha dato origine a leggende, in particolare una che narra della ninfa Ondina, che ne abitava le acque. Lo stregone del Latemar se ne era innamorato e tentò più volte di rapirla. Un giorno, consigliato dalla strega del Masarè, fece apparire sopra il lago di Carezza un bellissimo arcobaleno allo scopo di attrarre la ninfa. Quando quest'ultima uscì dalle acque, vide lo stregone e fuggì spaventata. Allora il mago, preso da gran furore, prese l'arcobaleno, lo frantumò in mille pezzi e lo gettò nel lago. Da quel giorno vi si rispecchiano tutti i colori dell'iride. 
Nel 2005 su uno scoglio è stata posta una statua in bronzo raffigurante Ondina, opera dello scultore fassano Rinaldo Reinhold Cigolla.

## Nella cultura di massa
Lech dl Ergobando è un brano del gruppo pop-folk badiotto GANES, distribuito con l'album An cunta che nel 2016, che parla della leggenda ladina del "lago dell'arcobaleno".
Il film La ragazza nella nebbia di Donato Carrisi è stato girato in gran parte sulle rive del lago.
Compare nel romanzo “Poirot e i quattro” di Agatha Christie come luogo di raduno del gruppo criminale.